# Karl Fortlage
Arnold Rudolf Karl Fortlage (* 12. Juni 1806 in Osnabrück; † 8. November 1881 in Jena) war ein deutscher Philosoph und Musikforscher. 

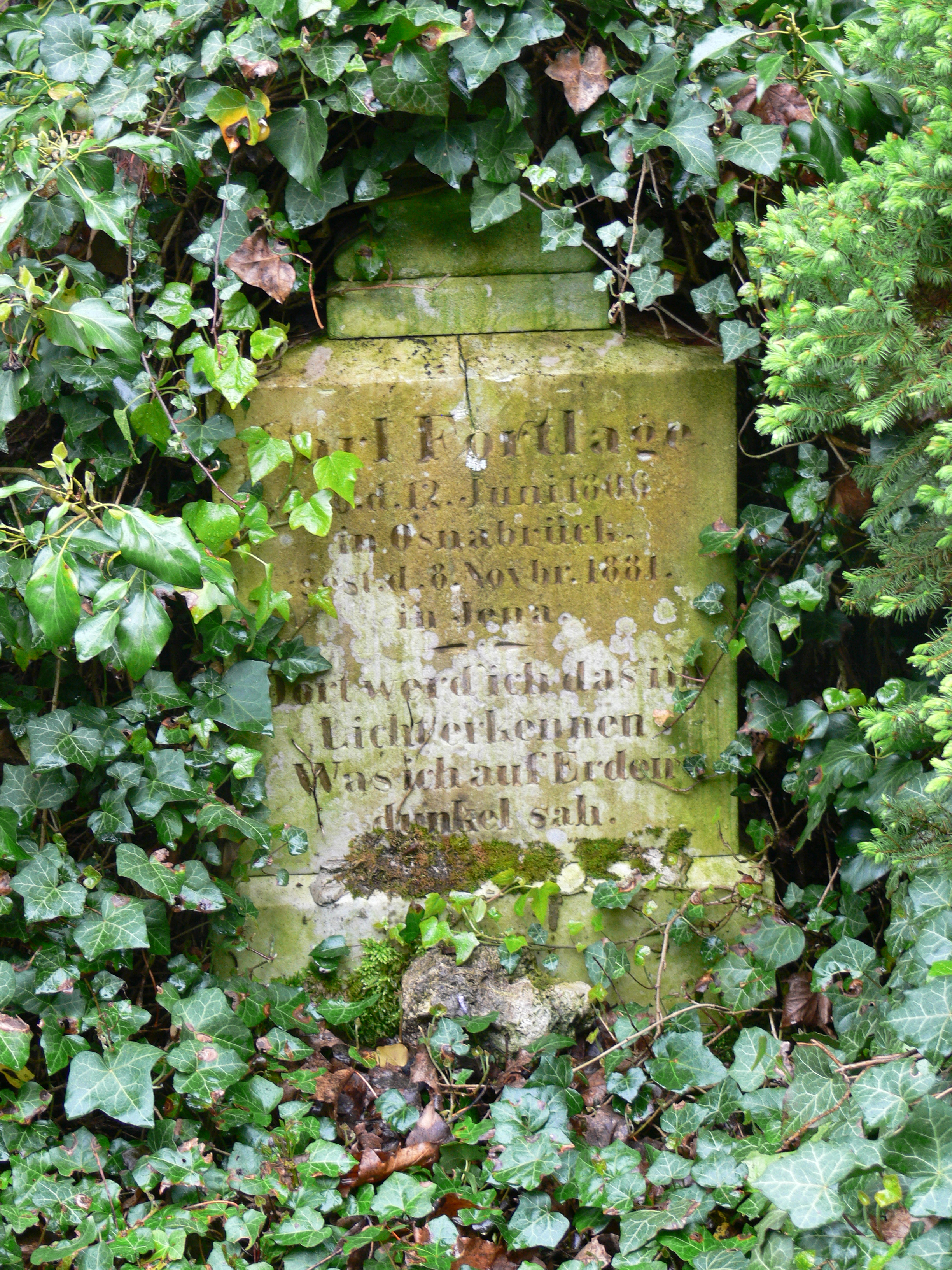
Grab von Karl Fortlage auf dem Johannisfriedhof in Jena

## Familie
Karl Fortlage war der älteste Sohn von Johann Heinrich Benjamin Fortlage (1770–1841), Rektor am Ratsgymnasium Osnabrück und Maria Margarethe Schwartze (1779–1822). Er heiratete Sophie Charl. Eitzen (1807–85). Das Paar hatte einen Sohn und eine Tochter. Sein jüngerer Bruder Heinrich Fortlage (1811–1895) war Kaufmann, Bürgervorsteher (1853) und Senator (1855) in Osnabrück.

## Leben
Karl Fortlage wurde 1829 Privatdozent in Heidelberg, 1845 in Berlin und 1846 als Professor der Philosophie nach Jena berufen. 
Ursprünglich Hegelianer, wie seine Jugendschrift Die Lücken des Hegelschen Systems (Heidelb. 1832) beweist, ging er, durch das Studium Kants und besonders Fichtes und Benekes veranlasst, zu einer Verschmelzung der Wissenschaftslehre mit der empirischen Psychologie und zu einem Standpunkt über, den er selbst als transcendentalen Pantheismus bezeichnet hat. 
Seine beiden philosophischen Hauptwerke sind: Genetische Geschichte der Philosophie seit Kant (Leipzig 1852) u. System der Psychologie (Leipzig 1855, 2 Bde.).

## Schriften (Auswahl)
- Darstellung und Kritik der Beweise für das Dasein Gottes (Heidelberg 1840);
- Das musikalische System der Griechen (Leipzig 1847);
- Acht psychologische Vorträge (Jena 1869, 2. Aufl. 1872);
- Sechs philosophische Vorträge (Jena 1869);
- Vier psychologische Vorträge (Jena 1874);
- Friedrich Rückert und seine Werke (Frankfurt 1867);
- Beiträge zur Psychologie als Wissenschaft aus Spekulation und Erfahrung (Leipzig 1875).